# اشتیاق دودن بوفان
اشتیاق دودن بوفان (فرانسوی: La Passion de Dodin Bouffant‎) یک فیلم درام تاریخی رمانتیک فرانسوی به کارگردانی تران آن هونگ با بازی ژولیت بینوش و بونوآ ماژیمل است. داستان فیلم در سال ۱۸۸۵ اتفاق می‌افتد و داستان عاشقانه‌ای بین یک سرآشپز و گورمه‌ای (خوراک‌شناس) که برای او کار می‌کند را به تصویر می‌کشد. شخصیت گورمه بر پایهٔ «دودن بوفان» اثر مارسل روف از رمانش La Vie et la passion de Dodin-Bouffant, gourmet (حماسه پرشور دودن بوفان) ساخته شده‌است.

## بازیگران
- ژولیت بینوش در نقش اوژنی
- بونوآ ماژیمل در نقش دودین بوفانت
- بانی شاگنو-راوآر در نقش پائولین
- ژان-مارک رولو در نقش آگوستین

## تولید
فیلم در یک قلعه در کمونی واقع در آنژو، من-ا-لوآر در آوریل و مهٔ ۲۰۲۲ فیلمبرداری شد.